# Vathanmeer
Het Vathanmeer, Vahtanjärvi, is een meer in Zweden, in de gemeente Kiruna. Het meer maakt deel uit van een moeras en het water ervan stroomt na het meer door de Vathanrivier naar het zuidoosten.
Afwatering: meer Vathanmeer → Vathanrivier → Torne → Botnische Golf